# مؤسسة إنقاذ الطفل (فلسطين)
مؤسسة إنقاذ الطفل – فلسطين هي منظمة أهلية غير ربحية تأسست في مايو عام 1999 وقد وضعت منذ انطلاقها هدفًا رئيسيًا يتمثل في تحسين حياة الأطفال والأسر الفلسطينية من خلال مجموعة من البرامج التنموية والإنسانية المتكاملة. تعمل المؤسسة من داخل المجتمع الفلسطيني وبالتعاون مع الجهات الرسمية والمنظمات المحلية والدولية لتوفير بيئة آمنة وداعمة للأطفال وتحقيق تنمية شاملة ومستدامة.

## الهدف
تنطلق رؤية المؤسسة من قناعة راسخة بأن الطفل الفلسطيني يستحق أن ينمو في بيئة تحمي حقوقه وتتيح له فرص التعلم والتطور والمشاركة. وتؤمن المؤسسة بأن بناء مجتمع قوي ومتماسك يبدأ من دعم أفراده الأضعف لا سيما الأطفال والنساء. ولذلك فإن رسالتها تتمثل في تمكين هذه الفئات من خلال التعليم والصحة والدعم النفسي والاجتماعي والمساهمة في بناء جيل واعٍ ومثقف قادر على المساهمة الفعالة في بناء المجتمع.

## البرامج
تُقدم مؤسسة إنقاذ الطفل – فلسطين برامج متنوعة تغطي احتياجات مختلفة للمجتمع الفلسطيني ومن أبرزها :

### برامج التعليم
تُولي المؤسسة اهتمامًا كبيرًا بقطاع التعليم وخاصة الأطفال المنقطعين عن الدراسة. فقد أطلقت عدة مبادرات لإعادتهم إلى مقاعد الدراسة من بينها مشروع "العودة إلى التعليم" الذي ساعد في دمج عشرات الأطفال من شمال قطاع غزة في المدارس مجددًا. كما تعمل المؤسسة على تعزيز مهارات المعلمين وتطوير البيئة التعليمية لتكون أكثر شمولية.

### الصحة والدعم النفسي
في ظل الأوضاع الصعبة التي يعيشها الأطفال في فلسطين نتيجة النزاعات تسعى المؤسسة إلى تقديم خدمات نفسية واجتماعية تعزز من قدرة الأطفال على التكيّف والتغلب على الصدمات. تشمل هذه الخدمات جلسات دعم نفسي فردي وجماعي وتدريب المرشدين الاجتماعيين في المدارس.

### تمكين المرأة
تتبنى المؤسسة مبدأ المساواة بين الجنسين وتعمل على تنفيذ مشاريع تدعم النساء خصوصًا في المناطق المهمشة والمتأثرة بالنزاعات. تشمل هذه المبادرات تدريب النساء على مهارات مهنية ودعم المشاريع الصغيرة وتقديم الإرشاد القانوني والاجتماعي لضحايا العنف الأسري.

### حقوق الإنسان وتنمية الشباب
تهدف المؤسسة إلى ترسيخ ثقافة حقوق الإنسان في المجتمع الفلسطيني من خلال برامج توعوية للشباب وورش عمل تركز على قيم المشاركة والعدالة والحرية. كما تنفذ مشاريع لتمكين الشباب من لعب أدوار قيادية في مجتمعاتهم.

## فروعها
استجابةً للاحتياجات المتزايدة قامت مؤسسة إنقاذ الطفل – فلسطين بتوسيع نطاق عملها ليشمل الضفة الغربية حيث افتتحت فرعًا جديدًا في محافظة بيت لحم عام 2021. ويأتي هذا التوسع في إطار سعي المؤسسة لتعميم خدماتها على كافة المحافظات الفلسطينية وضمان وصول الدعم إلى جميع الفئات المستهدفة.
تُقيم المؤسسة علاقات شراكة مع عدد من الوزارات مثل وزارة التربية والتعليم ووزارة التنمية الاجتماعية إلى جانب منظمات دولية ومحلية كالحركة العالمية للدفاع عن الأطفال ومركز الميزان لحقوق الإنسان. ويُساهم هذا التعاون في توسيع نطاق البرامج وزيادة تأثيرها الإيجابي على المجتمع.

## التحديات
رغم الإنجازات الكبيرة التي حققتها مؤسسة إنقاذ الطفل – فلسطين فإنها تواجه العديد من التحديات أبرزها القيود السياسية والاقتصادية وصعوبة الوصول إلى بعض المناطق نتيجة الحصار والانقسام. إلا أن إرادة العاملين فيها ودعم المجتمع المحلي والدولي يمنحها القدرة على الاستمرار في أداء رسالتها الإنسانية.